# Arhiducele Carol Ludovic al Austriei
Arhiducele Karl Ludwig Joseph Maria al Austriei (30 iulie 1833 – 19 mai 1896) a fost fratele mai mic al împăratului Franz Joseph I al Austriei (1830-1916) și tatăl Arhiducelui Franz Ferdinand al Austriei (1863-1914), a cărui asasinare a dus la izbucnirea Primului Război Mondial.

## Biografie

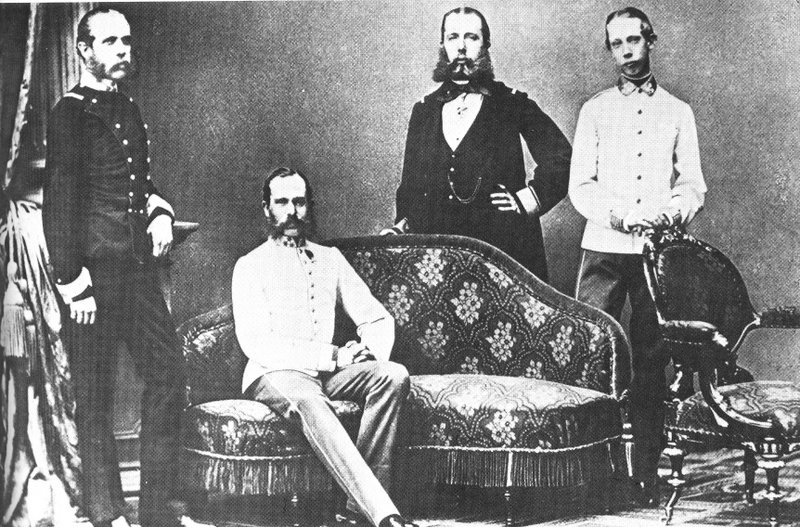
Arhiducele Karl Ludwig Joseph împreună cu frații săi. De la stânga la dreapta: Arhiducele Karl Ludwig, împăratul Franz Joseph al Austriei (șezând), Arhiducele Ferdinand Maximilian (mai târziu împărat al Mexicului) și Arhiducele Ludwig Viktor, 1863.

S-a născut la Palatul Schönbrunn din Viena. A fost al treilea fiu al Arhiducelui Franz Karl al Austriei (1802–1878) și a soției lui, Sofia a Bavariei (1805–1872). Frații lui mai mari au fost împăratul Franz Joseph al Austriei și împăratul Maximilian al Mexicului (1832–1867).
După decesul nepotului său, Prințul Rudolf al Austriei (1858–1889), a devenit moștenitor al imperiului austro-ungar.
S-a căsătorit de trei ori.
Prima lui soție, cu care s-a căsătorit la 4 noiembrie 1856 la Dresda, a fost verișoara lui primară Margareta de Saxonia (1840–1858), fiica regelui Ioan al Saxoniei (1801–1873) și al Amaliei Auguste de Bavaria (1801–1877). Ea a murit la 15 septembrie 1858 și nu au avut copii.
A doua soție, cu care s-a căsătorit prin procură la 16 octombrie 1862 la Roma și în persoană la 21 octombrie 1862 la Veneția, a fost Prințesa Maria Annunciata de Bourbon-Două Sicilii (1843–1871), fiica lui Ferdinand al II-lea al Celor Două Sicilii (1810–1859) și a Mariei Tereza a Austriei (1816–1867).
Au avut patru copii:

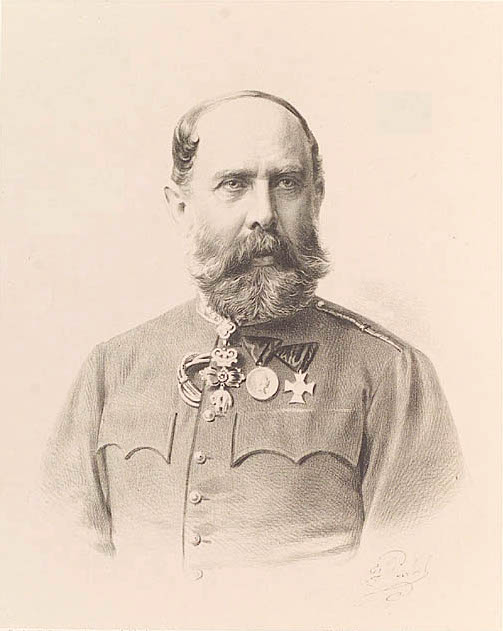

- Arhiducele Franz Ferdinand al Austriei (1863–1914). S-a căsătorit morganatic cu Sophie Chotek; au avut copii.
- Arhiducele Otto Franz al Austriei (1865–1906). S-a căsătorit cu Maria Josepha de Saxonia; au avut copii inclusiv pe Carol I al Austriei.
- Arhiducele Ferdinand Karl al Austriei (1868–1915). S-a căsătorit morganatic cu Bertha Czuber; nu au avut copii.
- Arhiducesa Margarete Sophie a Austriei (1870–1902). S-a căsătorit cu Albrecht, Duce de Württemberg; au avut copii.[4]

Maria Annunciata a murit la 4 mai 1871.
A treia soție, cu care s-a căsătorit la 23 iulie 1873 la Kleinheubach, a fost Infanta Maria Tereza a Portugaliei (1855–1944), fiica lui Miguel I al Portugaliei (1802–1866) și a Adelaidei de Löwenstein-Wertheim-Rosenberg (1831–1909).
Au avut două fiice:
- Arhiducesa Maria Annunziata a Austriei (1876–1961). Stareță la mănăstirea Theresia din Praga.
- Arhiducesa Elisabeta Amalie a Austriei (1878–1960). S-a căsătorit cu Prințul Aloys de Liechtenstein; au avut copii inclusiv pe Franz Joseph al II-lea, Prinț de Liechtenstein.[6]

Karl Ludwig a murit de febră tifoidă la Schönbrunn în Viena la 19 mai 1896. Văduva lui, Maria Teresa a murit la 12 februarie 1944.

## Opera culturală
Carol Ludovic al Austriei a finanțat ridicarea statuii lui Hercules la Băile Herculane.